# Śledź pacyficzny
Śledź pacyficzny (Clupea pallasii) – gatunek małej ławicowej ryby oceanicznej z rodziny śledziowatych (Clupeidae), o srebrnoszarej barwie łusek na grzbiecie, srebrnym podbrzuszu i ciemnych płetwach. Dorosłe osobniki mogą dorastać nawet do ponad 45 cm. Zwykle jednak osiągają około 25–30 cm. Długość życia szacuje się na poziomie 18–20 lat. Dorosłe osobniki odżywiają się małymi rybami i większymi skorupiakami, młode zaś mniejszymi skorupiakami i larwami mięczaków. Jeden z podstawowych gatunków poławianych na północnym Pacyfiku. Mięso śledzia pacyficznego trafia głównie na rynek azjatycki. Ikry i płetw śledzia używa się w chińskiej medycynie.

## Występowanie
Żyje w przybrzeżnych wodach północnego Pacyfiku, w tym Ameryki Północnej (od Półwyspu Kalifornijskiego po północne krańce Alaski) i Azji (w Morzu Ochockim, Japońskim, Beringa i Czukockim) oraz u wybrzeży północnej Rosji (w morzach Białym, Barentsa i Karskim). Ryby te spotykane były na głębokości 475 m poniżej poziomu morza, zazwyczaj jednak przebywają na głębokości do 150 m.

## Rozród
Śledzie pacyficzne odbywają tarło w płytkich wodach zatokowych lub przy ujściach rzek w listopadzie i grudniu. Naukowcy uważają, ze samce poprzez wytwarzanie feromonu zawartego w mleczu, pobudzają samice do tarła. Jedna samica może złożyć nawet 20 tysięcy jajek. Ryby te odbywają tarło w grupach, dlatego na jeden metr kwadratowy dna przypada około 6 milionów 1,2–1,5-milimetrowych jajek. Młode wykluwają się po około 10 dniach. Szacuje się, że na 10 tysięcy zapłodnionych jajek tylko 1–3 osobników osiąga dorosłość.